# Manchester (Maryland)
Manchester es un pueblo ubicado en el condado de Carroll en el estado estadounidense de Maryland. En el año 2010 tenía una población de 4808 habitantes y una densidad poblacional de 961,6 personas por km².

## Geografía
Manchester se encuentra ubicado en las coordenadas 
39°39′42″N 76°53′17″O / 39.66167, -76.88806.

## Demografía
Según la Oficina del Censo en 2000 los ingresos medios por hogar en la localidad eran de $81.215 y los ingresos medios por familia eran $92.250. Los hombres tenían unos ingresos medios de $52.213 frente a los $44.183 para las mujeres. La renta per cápita para la localidad era de $28.259. Alrededor del 4,4% de la población estaba por debajo del umbral de pobreza.